# Вейль, Берта
Берта Вейль (фр. Berthe Weill; 20 ноября 1865, Париж — 17 апреля 1951, Париж) — французская деятельница культуры, арт-дилер. Организатор единственной и скандальной персональной выставки Амедео Модильяни.

## Биография
Родилась 20 ноября 1865 года в Париже в еврейской семье, имеющей немецкие корни. Была одной из семи детей.
Родители были небогаты, и Берте рано пришлось начать работу в качестве ученика в антикварном магазине, где она приобрела знания по торговле антиквариатом. Этот опыт хорошо послужил ей в дальнейшем, когда она познакомилась с коллекционерами и продавцами художественных ценностей. После смерти владельца магазина Майера Берта вместе с одним из своих братьев тоже открыла магазин, где проработала недолгое время, с 1897 по 1900 год. Под влиянием известного искусствоведа Роджера-Маркса (фр. Claude Roger-Marx) она заинтересовалась современным искусством, в частности, творчеством молодых художников. В 1900 году, вскоре после появления Пикассо в Париже, она купила и продала несколько его работ, став первым дилером картин художника.
В 1901 году при поддержке одного молодого испанского арт-дилера и на деньги из своего приданого Берта открыла галерею Galerie B. Weill с экспозицией работ молодых художников, которая просуществовала до 1939 года, вплоть до начала Второй мировой войны. По заказу Леопольда Зборовского в период 1916—1917 годов Амедео Модильяни написал около 30 полотен в жанре ню. 3 декабря 1917 года выставка его работ была открыта в галерее Берты Вейль, располагавшейся напротив полицейского участка. Стражи закона, возмущённые видом выставленных картин, заставили Модильяни закрыть экспозицию всего через несколько часов после её открытия.
После войны Берта Вейль переживала сложный период в жизни, связанный как с плохим состоянием здоровья, так и с финансовыми сложностями. В 1946 году художники, которых она поддерживала в течение многих лет, организовали аукцион своих художественных работ, средства от которого были направлены на поддержку Вейль. В 1948 году за вклад в современное искусство она была награждена орденом Почётного легиона.
Умерла 17 апреля 1951 года в Париже, почти забытой.
Деятельность Берты Вейль и её галереи способствовали появлению многих французских художников, в том числе и женщин: Сюзанны Валадон, Эмили Шарми и Жаклин Марваль. В последние годы интерес к деятельности Вейль стал расти. В 2007 году портрет Вейль работы Пикассо стал французским национальным достоянием. В феврале 2012 года в Париже возле дома, где была открыта галерея Берты Вейль, был установлен памятный знак, на котором высечены слова: «По этому адресу Берта Вейль открыла в 1901 году первую художественную галерею для продвижения молодых художников. Её поддержка стала условием обретения известности самыми передовыми современными художниками».